# Michiel van der Voort el Viejo

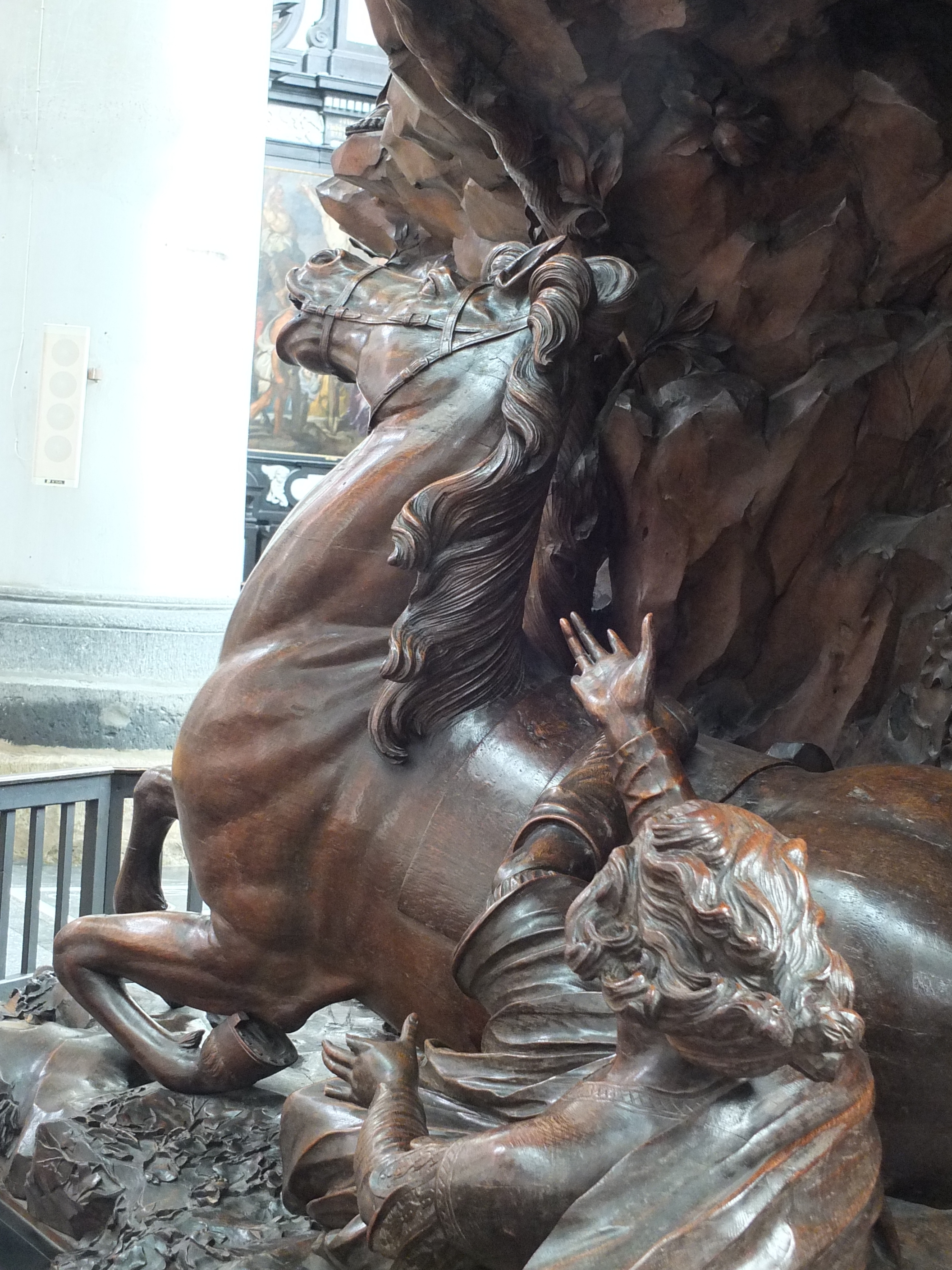
Detalle del púlpito de la Catedral de San Rumbold, Malinas

Michiel van der Voort el Viejo, Michiel van der Voort (I) o Michiel Vervoort el Viejo, apodo Welgemaeckt ( Amberes, 3 de enero de 1667 - Amberes, enterrado el 8 de diciembre de 1737) fue un escultor y dibujante flamenco, conocido sobre todo por el mobiliario eclesiástico barroco que realizó para las principales iglesias de Flandes. También realizó obras seculares, particularmente de temas mitológicos y alegóricos. Su obra expresa tanto la exuberancia del barroco tardío como la búsqueda de la simplicidad del clasicismo. Su obra muestra la influencia de Miguel Ángel, François Duquesnoy y Rubens. Formó a muchos miembros de la siguiente generación de escultores flamencos.

## Vida
Michiel van der Voort nació el 3 de enero de 1667 y fue bautizado el 9 de enero de 1667 en la Iglesia de Nuestra Señora del Sur en Amberes. Su padre Petrus o Pieter era dorador. En 1680, Michiel se convirtió en miembro de la piadosa sociedad de solteros, de 'Sodaliteit van de Bejaerde Jongmans', una fraternidad para solteros establecida por la orden de los jesuitas. Se cree que Michiel van der Voort fue inicialmente un aprendiz de posiblemente Jan Cosyns y más tarde ciertamente de Pieter Scheemaeckers. En el año del gremio 1689-1690 se convirtió en 'wijnmeester' ('maestro del vino', un maestro libre que era hijo de un miembro existente) del Gremio de San Lucas de Amberes.

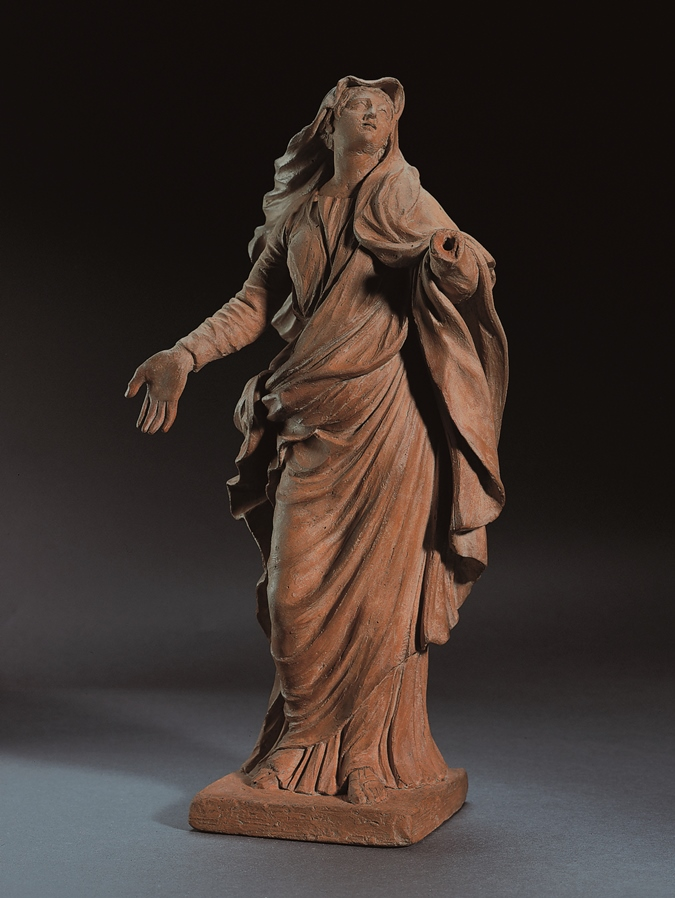
Modelo para estatua de la Virgen

Poco después de convertirse en maestro, realizó el viaje de estudios a Italia que hicieron muchos artistas flamencos de su época. En Roma se unió a los Bentvueghels, una asociación de artistas, en su mayoría holandeses y flamencos, que trabajaban en Roma y que tenía principalmente una función social. Al ingresar, cada nuevo miembro recibía un apodo. Este llamado "bentnaam" (nombre doblado) se basaba en un rasgo llamativo del artista en cuestión. El apodo de Van der Voort en las Bentveughels era "Welgemaeckt" ("Bien hecho"). También grabó su nombre en la pared del Mausoleo de Santa Costanza, donde los miembros solían congregarse cuando se reclutaba a un nuevo miembro.

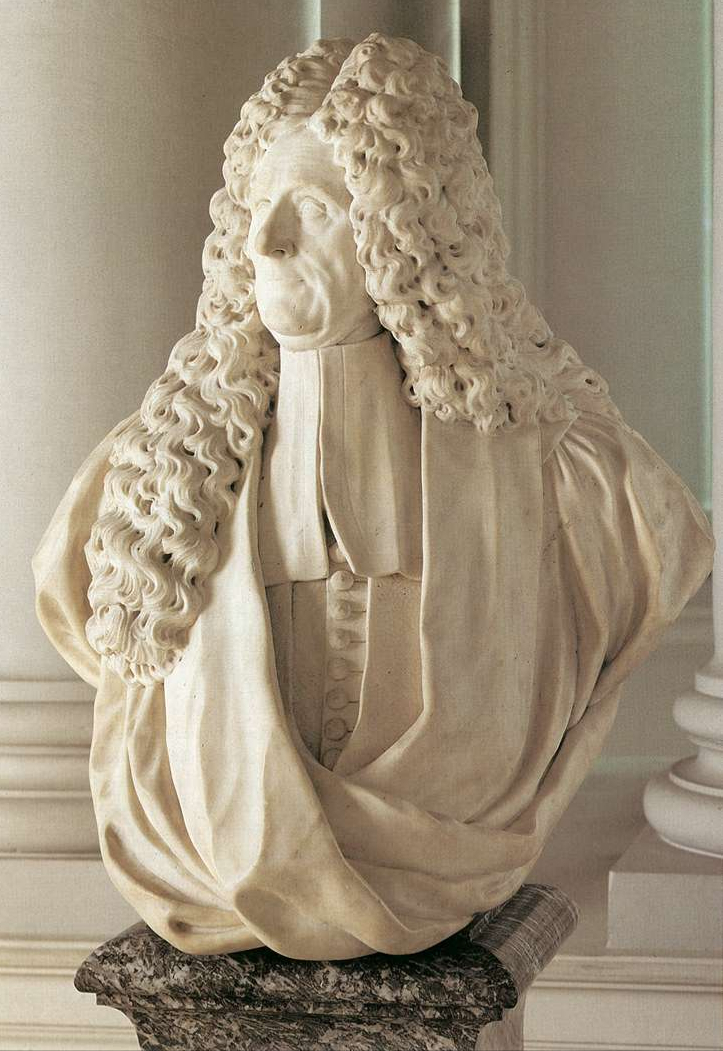
Busto retrato de Jacobus Franciscus van Caverson

Probablemente regresó a Amberes en 1693, ya que tenía alumnos inscritos en los registros del Gremio de San Lucas de Amberes desde el año gremial 1694-95. En 1700 se casó con Elisabeth Verbeckt o Verberckt. Tuvieron cinco hijos, de los cuales Michiel se convirtió en escultor y pintor. La hermana de Michiel el Viejo se casó con el hermano de su esposa. Tuvieron un hijo llamado Jacob o Jacques Verbeckt que se convirtió en un destacado escultor de madera en Francia. Su esposa murió en 1708 o 1709
Consiguió numerosos encargos, como monumentos funerarios, púlpitos, confesionarios y estatuas de santos. Estuvo especialmente vinculado a la iglesia de Santiago de Amberes, de la que fue miembro de la Venerabel Kapel ("Capilla de los Venerables"). Realizó muchas de las decoraciones interiores de esta iglesia. En 1701 realizó una de sus primeras obras maestras con el epitafio de Michiel Peeters en el muro oriental de la Iglesia de Santiago. También trabajó como diseñador para los plateros de Amberes. Su fama fue tal que el primer duque de Marlborough le encargó dos estatuas de mármol de tamaño natural de Baco y Flora para el salón principal del palacio de Blenheim. También realizó un busto retrato del duque, que posiblemente encargó estas obras durante su exilio en Europa.
Van der Voort dirigió un gran taller y capacitó a muchos alumnos. Entre ellos estaban su hijo Michiel, Laurys Gillis, Jan Josef Horemans el Viejo, Vincent Mattheyssens, Michiel van Balen, Francois Braeckmans, Rumoldus Juret, Ludovicus van der Linden, Carel Bieret y Anthoni Gillis. Jan Baptist Xavery también se formó en su taller.
Fue enterrado el 8 de diciembre de 1737 en Amberes.

## Obras
Van der Voort fue un escultor versátil que trabajó en muchos materiales, como el mármol, la madera y el estuco. Creó principalmente mobiliario eclesiástico y monumentos funerarios. También realizó algunas obras de temática profana, principalmente derivadas de la mitología o con figuras alegóricas Además, trabajó como diseñador para los plateros locales.

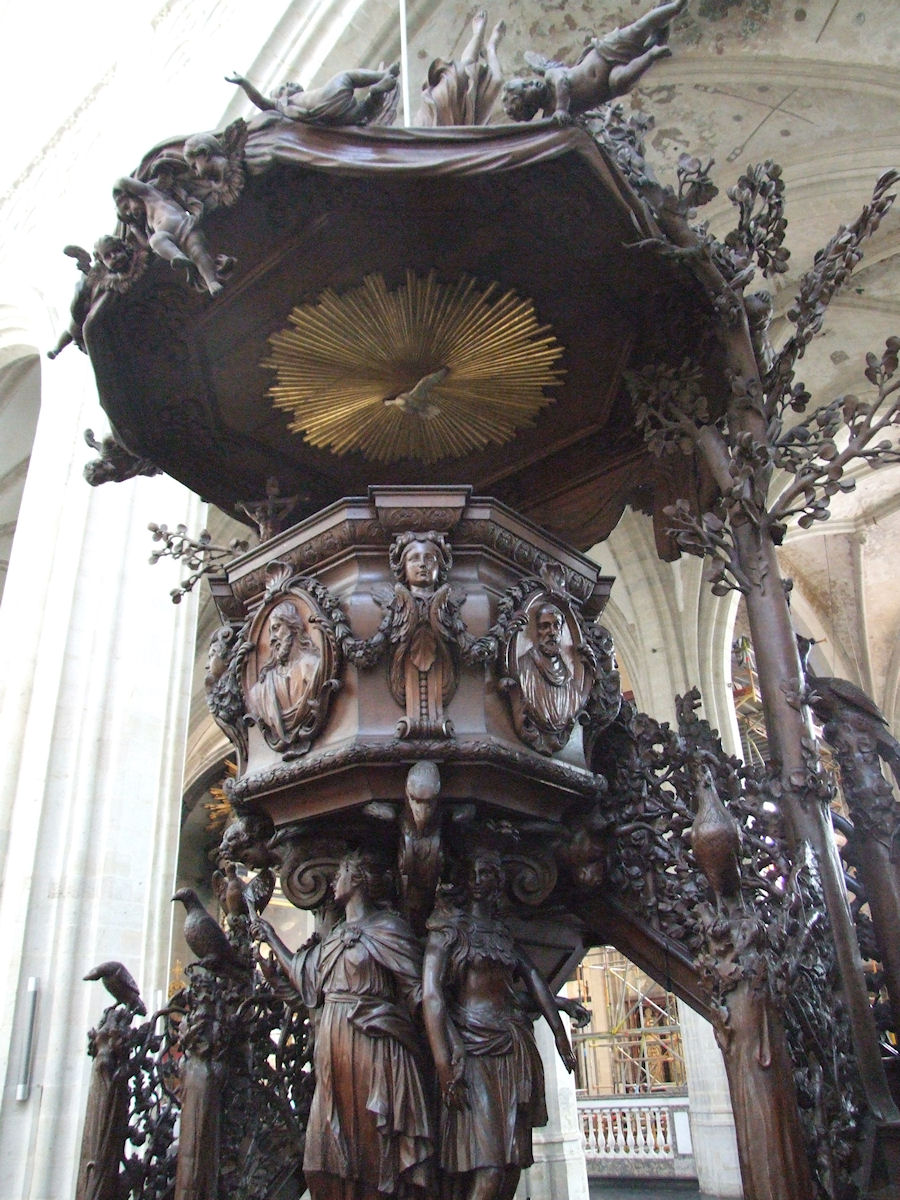
Púlpito de la catedral de Amberes

Van der Voort es conocido por sus monumentos funerarios. El estilo de sus estatuas funerarias es clásico y sencillo, ya que se inspiran en la escultura clásica que estudió en Roma. Otras influencias fueron Miguel Ángel y Rubens. En 1701 creó el epitafio de Michiel Peeters en la iglesia de Santiago de Amberes. En el monumento, una personificación de la Eternidad se levanta como un cuerpo resucitado de la tumba. El monumento está tallado en mármol blanco sobre un fondo de mármol negro que parece una tela funeraria. La figura central es una personificación de la Eternidad que apoya su mano derecha en un círculo cerrado que representa la Eternidad, mientras que su brazo izquierdo descansa sobre un globo terráqueo. El globo terráqueo es un símbolo de las penas y la brevedad de la vida en la tierra, que la Eternidad está dejando atrás para las alegrías eternas del cielo. El estilo evoca las esculturas clasicistas de principios del siglo XVII del escultor flamenco François Duquesnoy por sus contornos claros, su tipo de belleza clásica y su suave modelado.

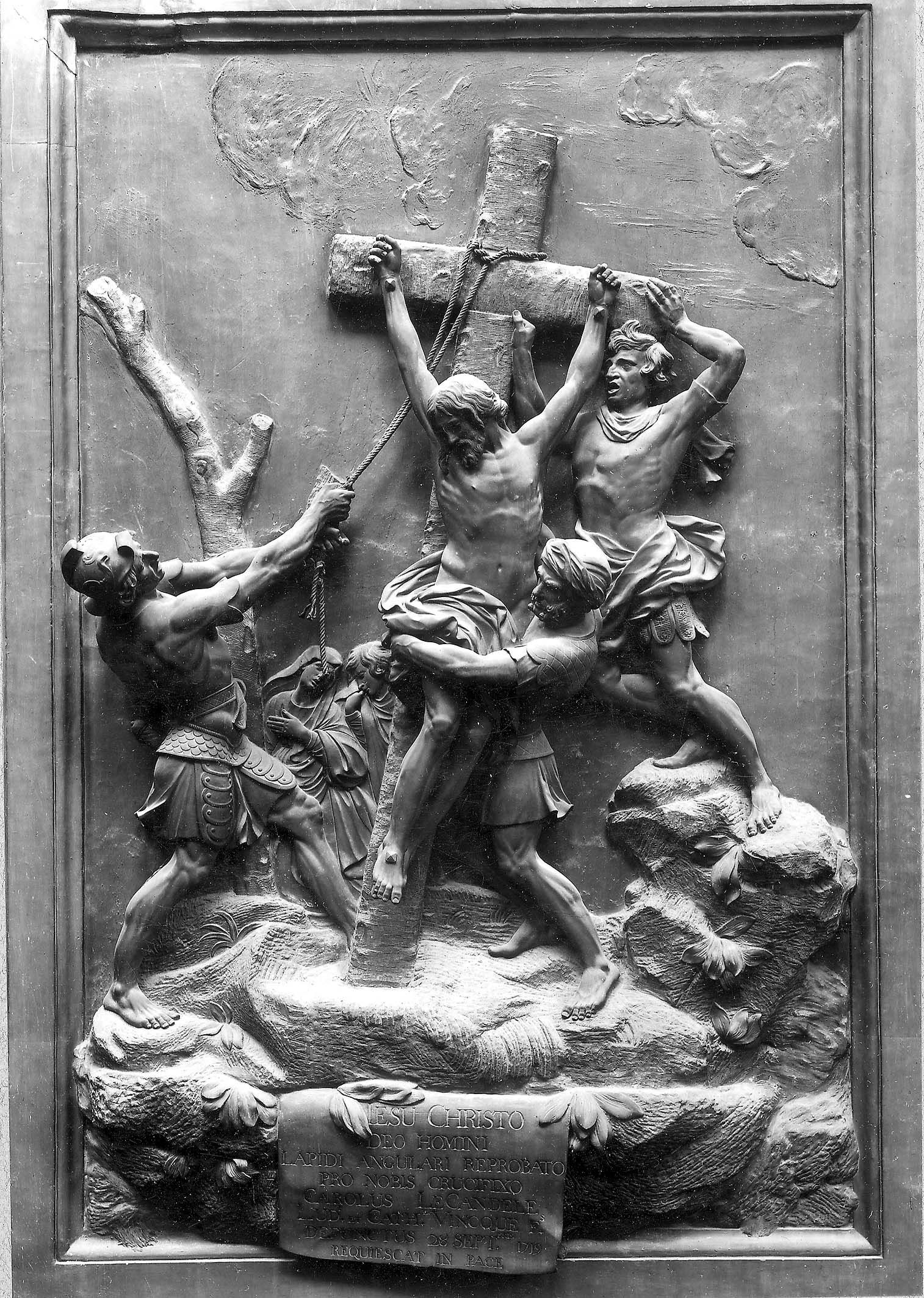
La elevación de la cruz

En 1702 creó en la catedral de San Rumoldo de Malinas dos monumentos funerarios para los hermanos de Precipiano. El monumento a Humbertus Guilielmus de Precipiano, obispo de Malinas, tiene un diseño tradicional, pero el artista esculpió un vivo retrato en mármol de cuerpo entero del obispo. La tumba del hermano del obispo, el conde Prosper Ambrosius de Precipiano, tiene como base una amplia estela combinada con una figura alegórica que sostiene un escudo en el que está esculpido un busto retrato de de Precipiano. El uso de la estela fue adoptado posteriormente por otros escultores flamencos. Su interés por la escultura de retrato también es visible en el busto-retrato de Jacobus Franciscus van Caverson (mármol, 1713, Museos Reales de Bellas Artes de Bélgica), que es la única pieza que se conserva de un monumento funerario que estaba originalmente en la antigua iglesia de los dominicos de Bruselas.
En sus púlpitos, van der Voort logró la expresión más exuberante del barroco tardío en la escultura flamenca. A finales del siglo XVII surgió en Flandes un nuevo diseño de púlpitos. El escultor de Amberes Hendrik Frans Verbruggen fue el principal creador de este nuevo tipo de púlpito naturalista. En 1696-1699, Verbruggen creó un púlpito para la iglesia de los jesuitas de Lovaina, que ahora se encuentra en la Catedral de San Miguel y Santa Gúdula de Bruselas. Convirtió el púlpito en un complejo escenario teatral en el que, en la parte inferior, se muestra a Adán y Eva expulsados del Paraíso Terrenal, mientras que la Virgen victoriosa, en la parte superior del tornavoz del púlpito, aplasta a la serpiente que se desliza desde el árbol del Bien y del Mal. En una línea similar, van der Voort creó en 1713 un púlpito para la iglesia de la abadía de San Bernardo, cerca de Amberes, que ahora se encuentra en la catedral de esta ciudad. Está decorado con un sinfín de plantas y animales esculpidos de forma realista. La columna de soporte del púlpito está formada por cuatro figuras que son representaciones de los Cuatro Continentes. Su púlpito más exuberante se encuentra en la catedral de San Rumbold, en Malinas. Lo creó en 1721 para la abadía de Leliendael. Transformó la estructura de un púlpito tradicional en un escenario para un "tableau vivant". El púlpito aparece como un paisaje independiente en el que ocupa un lugar central la representación dramática de la conversión de San Norberto. El santo es arrojado de su caballo por debajo de una pequeña montaña. La montaña está repleta de árboles, animales y figuras que emergen del fondo de rocas toscas. El Calvario y la tentación de Adán y Eva también se representan en el púlpito. La copa del árbol del Bien y del Mal forma su tornavoz. Ya no es posible distinguir las partes arquitectónicas entre sí, que se han convertido en un todo único.

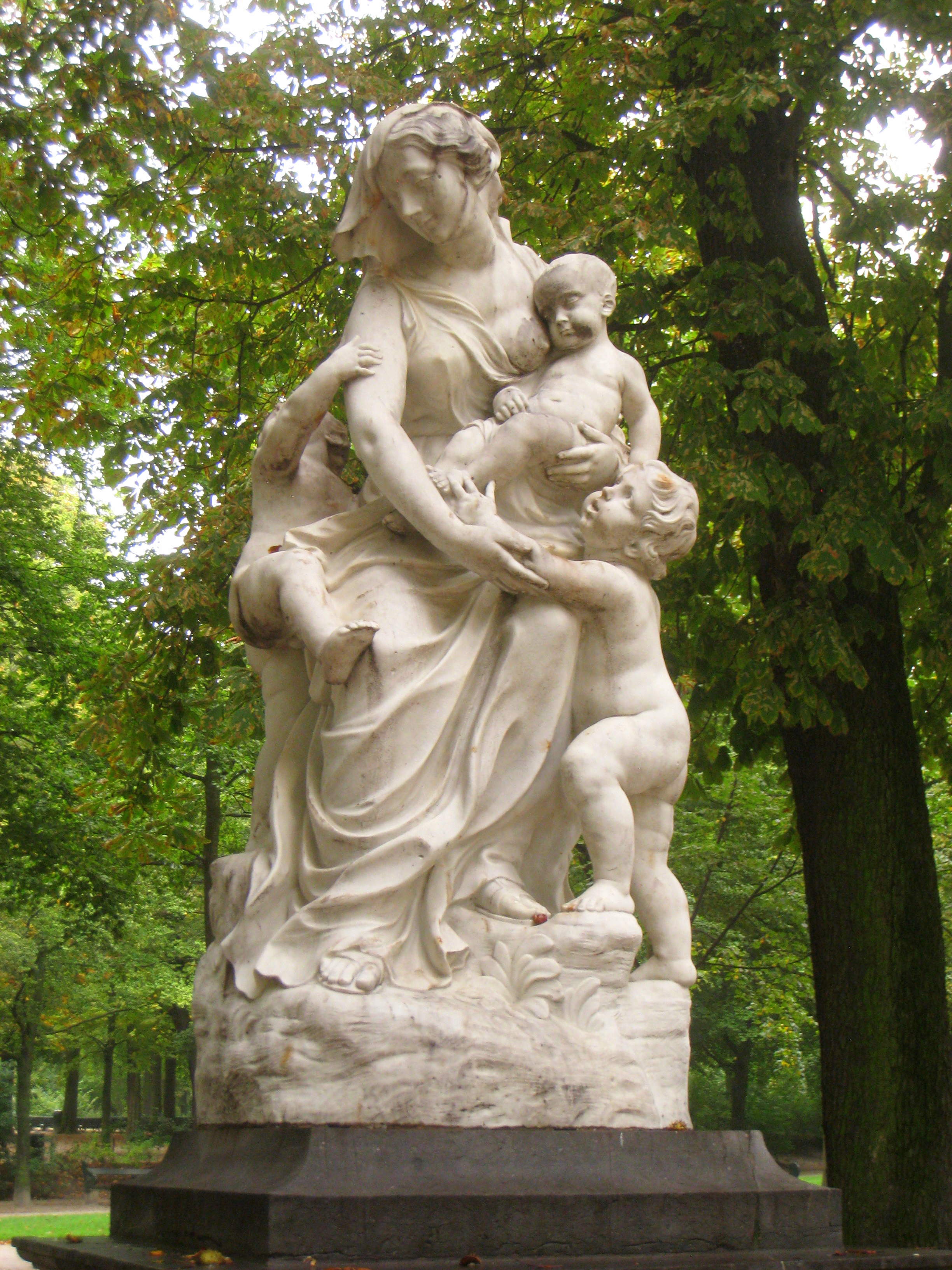
Caridad

En 1720 realizó uno de sus mejores relieves, la Elevación de la Cruz (Iglesia de Santiago, Amberes). El diseño está tomado del tratamiento que Rubens hace del mismo tema en la catedral de Amberes. Van der Voort logra la profundidad dejando que las figuras se superpongan y se asomen al relieve
En el exterior de la iglesia de San Pablo de Amberes hay un grupo de estatuas conocido como el Calvario. Fue creado en el lugar de un antiguo cementerio dominicano por los hermanos van Ketwigh, que eran frailes dominicos. Su diseño data de 1697. En 1734 se terminó la construcción del calvario, pero se fueron añadiendo más estatuas hasta 1747. Está construido como un patio y se apoya en uno de sus lados en la nave sur de la iglesia y en la capilla del Santísimo Sacramento. La estructura incluye 63 estatuas de tamaño natural y nueve relieves ejecutados en un estilo popular y teatral. La mayoría de las estatuas son de piedra blanca y algunas son de madera. Algunas estatuas están fechadas o firmadas. Los principales escultores fueron Michiel Van der Voort el Viejo, Alexander van Papenhoven y Jan Claudius de Cock con algunas estatuas de la mano del padre y del hijo, Willem Kerricx, Jan Pieter van Baurscheit de Elder y colaboradores anónimos. Las estatuas están dispuestas en cuatro grupos: el camino de los ángeles, que asciende al Santo Sepulcro, el jardín de los profetas a la izquierda, el jardín de los evangelistas a la derecha y el Calvario propiamente dicho, que consiste en una roca artificial elevada, dividida en tres terrazas, en las que se colocan las estatuas con Cristo en la cruz en la parte superior. Los ángeles del Calvario se inspiran directamente en los ángeles realizados por Bernini para el Puente Sant'Angelo de Roma en 1657.

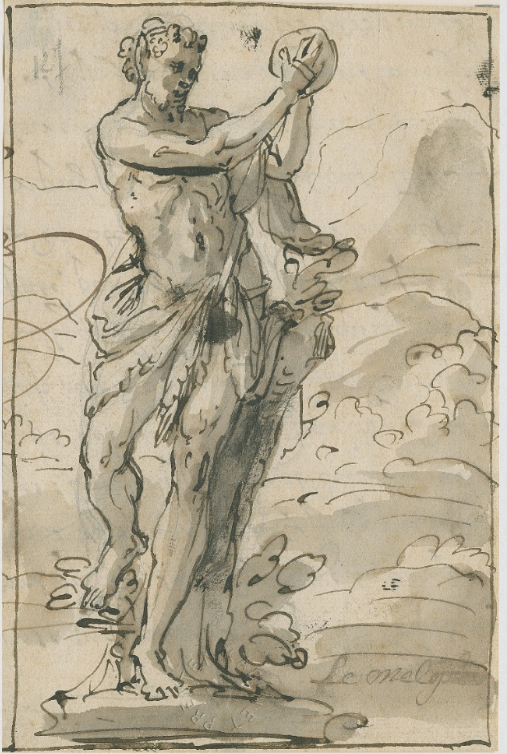
Fauno haciendo música

También realizó obras profanas, sobre todo de temas mitológicos. Un ejemplo es su Perseo y Andrómeda (mármol, 1746, Amberes, Huis Osterrieth). En esta obra, el viril Perseo está de pie junto al cuerpo de Andrómeda en un estudiado "contrapposto". Andrómeda parece no haber sufrido mucho. Su cuerpo se inclina hacia atrás como una bacante de Rubens en una postura casi extática. Aunque el grupo carece de dramatismo, respira una cierta alegría pagana. En el siglo de la Contrarreforma, lleno de simbolismo cristiano, esta obra muestra la fuerza de la antigüedad griega como inspiración. Una obra secular de tema alegórico es la Caridad (mármol, Bruselas), que muestra una figura femenina que representa la Caridad rodeada de tres niños.
Se le atribuyen varios dibujos. Entre ellos figuran 12 bocetos preparatorios para los apóstoles de la nave de la iglesia de San Pablo de Amberes (hacia 1710) y un estudio para el portal de una capilla de San Eligio. También realizó diseños para los plateros de Amberes. Realizó un diseño para una custodia, que anteriormente se atribuía al platero de Amberes Jan Baptiste Verberckt I. El diseño muestra un ángel arrodillado a la izquierda y una figura de pie con un ancla que simboliza la Esperanza a la derecha. Realizó el diseño para el platero local Wierick Somers IV, que introdujo algunos cambios en la obra ejecutada.